# Isola di Bylot

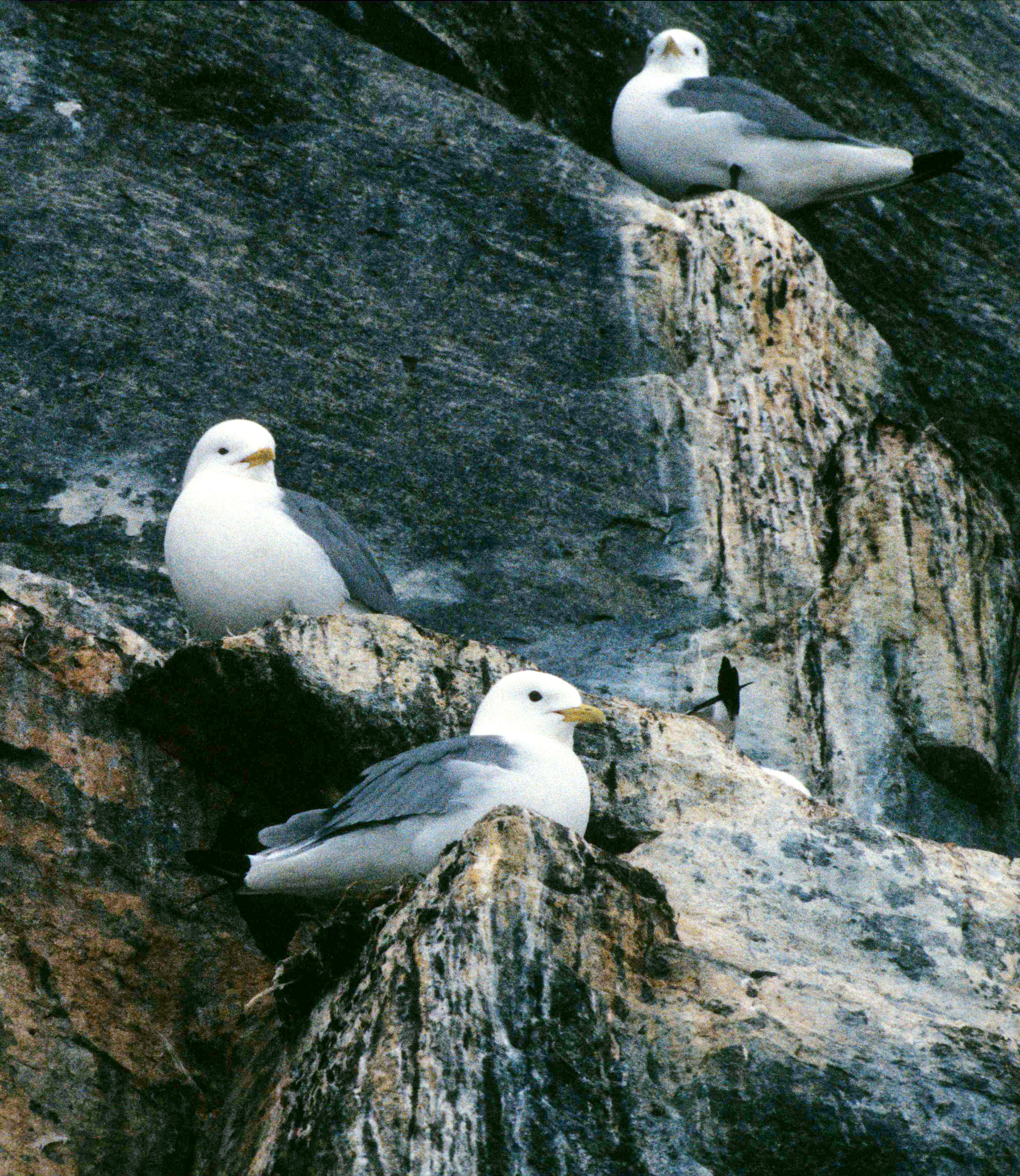
Fauna dell'isola

L'isola di Bylot è un'isola dell'arcipelago artico canadese, situata all'estremità settentrionale dell'isola di Baffin, nel Territorio di Nunavut, in Canada. Si estende per 11.067 km², ed è pertanto la 71ª isola maggiore del mondo e la 17° del Canada. La cima più elevata è il Monte Angilaaq che s'innalza a 1.951 metri sul livello del mare. Non ci sono insediamenti permanenti sull'isola, ma vi si possono trovare Inuit di passaggio.
Quasi tutta l'isola è compresa nel Parco Nazionale di Sirmilik, che ospita anche gabbiani tridattili e l'oca delle nevi.
L'isola è chiamata come l'esploratore artico Robert Bylot.